# Universidad Glasgow Caledonian

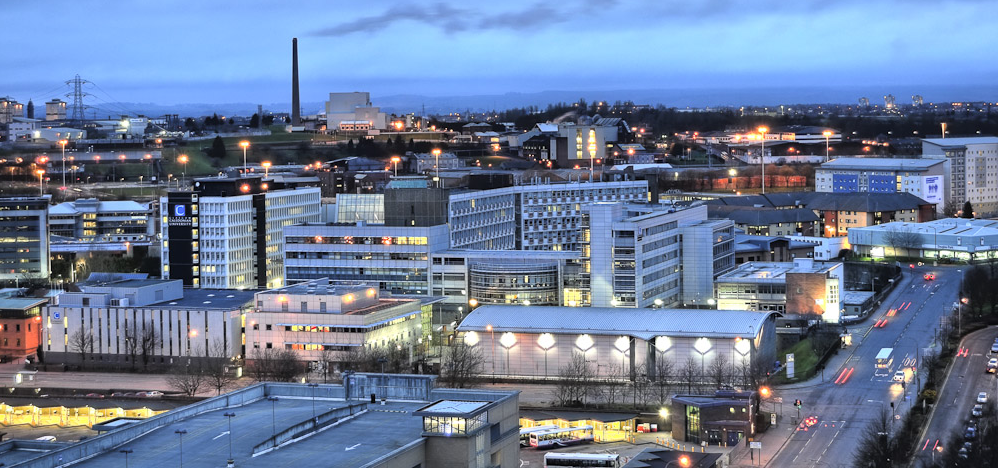
Visión del campus.

La Universidad Glasgow Caledonian (en inglés: Glasgow Caledonian University o GCU) comenzó en 1875, a pesar de que la institución no fue formalmente establecida hasta fecha reciente (1993). Clasificada normalmente entre los 10 mejores universidades modernas de Reino Unido, está considerada como una de las universidades más dinámicas e innovadoras del país.

## Historia
La universidad tiene su origen en The Queen's College, institución fundada en Glasgow en 1875. Andando el tiempo, en 1971 se creó un nuevo Glasgow College of Technology. El Queen's College, que se especializó en proporcionar capacitación en ciencias aplicadas, recibió el galardón de llevar el nombre real de la reina Isabel II en su celebración del primer centenario, en 1975. La reina Isabel era, a su vez, patrona del College desde 1944. El Politécnico de Glasgow, que era una de las instituciones centrales más grandes de Escocia, ofreció títulos y diplomas validados externamente en ingeniería, ciencias y humanidades: el primero de ellos fue un BA en Óptica, seguido de títulos en Ciencias Sociales (1973) y Enfermería (1977).
El 1 de abril de 1993, las dos instituciones se fusionaron para formar la nueva Glasgow Caledonian University. La universidad tomó su nombre de Caledonia, el poético nombre latino para la actual Escocia. El campus principal de la universidad está construido en el sitio de la antigua estación de Buchanan Street, construida para el ferrocarril escocés. Actualmente, la universidad alcanza el número de 17.000 estudiantes matriculados. 
La universidad imparte clases en siete facultades diferentes: Ciencias Ambientales, Negocios, Ingeniería y Computación, Salud, Derecho y Ciencias Sociales, Enfermería y Obstetricia. Aparte de los cursos de graduación y posgraduación, la institución oferta un gran número de programas de investigación académica.
El presidente (chancellor) de la Universidad es el economista bengalí Muhammad Yunus, ganador del Premio Nobel de la Paz, y la rectora (Principal) de la institución es la británica Pamela Gillies.